# Халлиуэлл, Джери
Джеральди́н Эсте́ль (Дже́ри) Хорнер (урожд. Халлиуэлл) (англ. Geraldine Estelle "Geri" Halliwell [dʒɛrəlˈdiːn ɪˈstɛl ˈhælɪˌwɛl]; род. 6 августа 1972, Уотфорд) — британская певица, автор песен и детская писательница.
Стала известной в середине 1990-х годов как участница женской поп-группы Spice Girls. Халлиуэлл сделала самую успешную сольную карьеру из всех участниц группы, была четырежды номинирована на Brit Awards, выпустила четыре сингла, достигших первого места в британских хит-парадах, а суммарные продажи её альбомов превышают четыре миллиона копий.

## Биография

### Ранние годы
Джери Халлиуэлл выросла в Уотфорде (графство Хартфордшир). Её отец, Лоренс Фрэнсис Халлиуэлл — наполовину англичанин, наполовину финн, а мать, Ана Мария (урожд. Идальго) — испанка. Воспитывалась в традициях Свидетелей Иеговы. Училась в школах Watford Grammar School for Girls и Camden School for Girls. До начала своей музыкальной карьеры Халлиуэлл работала танцовщицей в ночном клубе на Мальорке, фотомоделью и ведущей игрового шоу на турецком телевидении. После прихода к ней известности многие британские журналы опубликовали эротические фотографии Халлиуэлл, на которых она была как топлес, так и полностью обнажённой.

### 1996—1998: Джинджер Спайс
Халлиуэлл приобрела всемирную известность благодаря участию в поп-группе Spice Girls. Халлиуэлл получила прозвище Джинджер Спайс за рыжий цвет волос, её также неофициально называли Секси Спайс за откровенные наряды, в которых она выступала на сцене (наиболее известно её платье, стилизованное под британский флаг, которое она надела на церемонию Brit Awards 1997). Spice Girls стала одной из самых коммерчески успешных групп 1990-х годов. Альбомы Spice и Spiceworld, в записи которых участвовала Халлиуэлл, были проданы по всему миру суммарным тиражом в 37 миллионов копий. Помимо исполнения, Халлиуэлл участвовала в написании некоторых песен группы.
30 мая 1998 года Халлиуэлл неожиданно покинула Spice Girls на пике её популярности, чтобы продолжить свою музыкальную карьеру сольно. Группа, в это время собиравшаяся в тур по Северной Америке, вынуждена была провести его без Халлиуэлл. Уже после ухода Халлиуэлл вышел клип на песню «Viva Forever», ставшую одним из главных хитов августа 1998 года, в котором группа снималась ещё в полном составе; также она принимала участие в записи нескольких песен для нового альбома группы, Forever, который Spice Girls закончили и выпустили вчетвером. Песни «Goodbye» и «Let Love Lead the Way», вышедшие на этом альбоме, считаются своеобразным прощанием остальных участниц с Халлиуэлл. Через 3 года после ухода Халлиуэлл Spice Girls распались, и остальные участницы также занялись собственными проектами.

### 1999—2000: Сольная карьера.Schizophonic
Вскоре после начала сольной карьеры Халлиуэлл на британском телеканале Channel 4 был показан 90-минутный документальный фильм о ней под названием Geri режиссёра Молли Динин.
В 1999 году Халлиуэлл выпустила свой дебютный сольный альбом, названный Schizophonic, главным хитом которого стала песня «Look at Me». Сингл достиг второго места в песенном хит-параде Великобритании, всего на 700 проданных копий отстав от песни «You Needed Me» группы Boyzone. В мировом масштабе тираж хита превысил миллион проданных копий. Два других сингла, «Mi Chico Latino» и «Lift Me Up», достигли первого места в Великобритании, причём последний на 33 тысячи проданных копий опередил песню «What I Am», исполненную дуэтом Tin Tin Out вместе с Эммой Бантон, другой участницей Spice Girls. Четвёртый сингл, «Bag It Up», также достиг первого места в хит-параде. Всего за три с небольшим года своей музыкальной карьеры, с 1996 по 1999 года, Халлиуэлл десять раз покоряла вершину песенного хит-парада Великобритании.
В конце 1999 года песня «Look at Me» недолго крутилась на американском радио. Альбом Schizophonic дебютировал на 42 строчке хит-парада Billboard 200 и покинул его через месяц. Этот альбом имеет самый лучший среди участниц Spice Girls результат в американских хит-парадах; альбом Free Me Эммы Бантон достиг 183 места, а Northern Star Мелани Си довольствовался лишь 208 строчкой Billboard 200. Дебютный альбом Халлиуэлл стал золотым в США, превысив порог в 500 000 проданных копий. Сингл «Mi Chico Latino» не имел успеха на американских радиостанциях, поэтому альбомы и синглы Джери Халлиуэлл больше в США не продавались. Суммарный тираж Schizophonic составил 2,5 миллиона проданных по всему миру копий.

### 2001—2006:Scream If You Wanna Go FasterиPassion

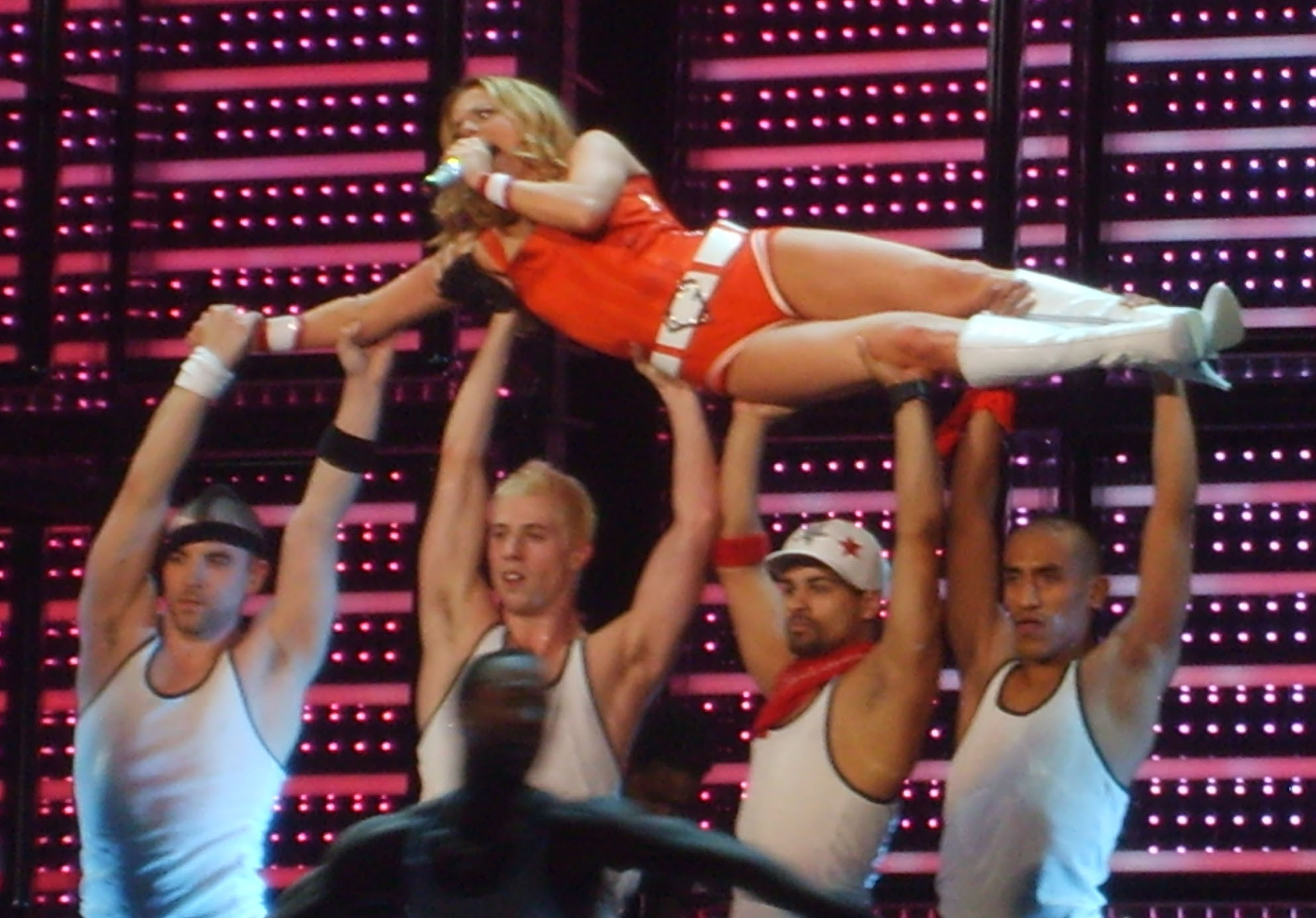
Выступление Джери Халлиуэлл во время тура в 2008 году

В 2001 году вышел второй альбом Джери Халлиуэлл Scream if You Wanna Go Faster. Главным хитом альбома стала кавер-версия песни группы The Weather Girls, выпущенной в 1983 году — «It’s Raining Men». Композиция вошла в саундтрек фильма «Дневник Бриджит Джонс» и игры DDRMAX2: Dance Dance Revolution 7thMIX. Песня была признана «Международной песней года» на NRJ Music Awards 2002. Количество проданных по всему миру копий сингла превысило 4 миллиона, что вывело его на второе место во всемирном хит-параде United World Chart (первое заняла песня «Lady Marmalade» в исполнении Кристины Агилеры, Лил Ким, Майи и Пинк) и второе место в списке самых продаваемых синглов 2001 года. Ещё три песни с альбома были выпущены как синглы: «Scream If You Wanna Go Faster» и «Calling». Общий тираж мировых продаж альбома составил 1.3 миллиона копий (при том, что альбом не продавался в США).
В 2003 году Джери Халлиуэлл заняла 9 место в списке «100 самых ненавидимых британцев», составленном по результатам опроса зрителей канала Channel 4. Халлиуэлл выпустила две автобиографии If Only (1999) и Just for the Record (2002), в которых рассказала о приходе к ней известности и своей бурной жизни знаменитости. Также она выпустила два DVD-диска с уроками йоги: Geri Yoga и Geri Body Yoga.
В ноябре 2004 года после нескольких лет работы на американском и британском телевидении Халлиуэлл выпустила сингл «Ride It», который достиг 4-го место в общем британском хит-параде и 1-го в танцевальном чарте. Хотя сингл не рекламировался за рубежом, он все равно занял высокие места в хит-парадах европейских стран. После выхода в мае 2005 года второго сингла, «Desire» (22 место в британском хит-параде), последовал релиз альбома Passion, который задержался на несколько месяцев. Он был довольно прохладно встречен публикой и критиками, достигнув всего лишь 41-го места в британском хит-параде.

### 2007—2015: ВоссоединениеSpice Girlsи начало карьеры детской писательницы

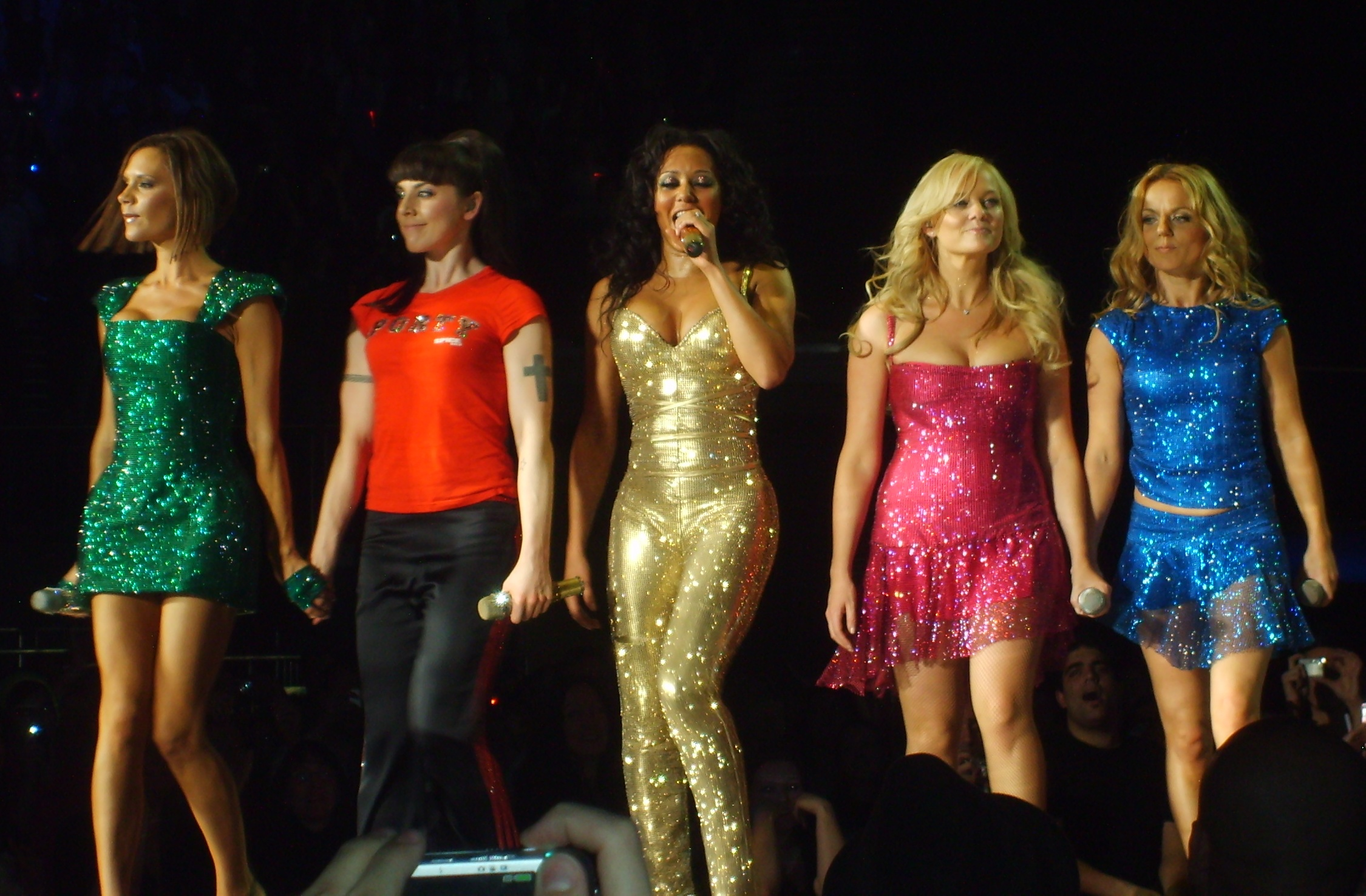
Воссоединение Spice Girls в 2008 году. Халлиуэлл первая справа

28 июня 2007 года Халлиуэлл объявила о своём участии в мировом туре The Return of the Spice Girls, который впервые с 1998 года, когда Халлиуэлл покинула группу, собрал на сцене всех участниц Spice Girls. В концертную программу вошла песня «It’s Raining Men», которую Халлиуэлл исполняла сольно. Тур закончился 26 февраля 2008 года в Торонто. Помимо концертных выступлений Spice Girls в ноябре 2007 года выпустили сборник своих лучших композиций.
12 апреля 2007 года было объявлено, что Халлиуэлл последует примеру Пола Маккартни и Мадонны и станет автором серии из шести романов для детей, она подписала контракт с Macmillan Children’s Books на издание серии под названием Ugenia Lavender (Юджиния Лавендер, имя главной героини). Прототипами многих второстепенных героев серии стали друзья Халлиуэлл, среди которых Виктория Бекхэм и Джордж Майкл. Первая книга серии вышла 2 мая 2008 года в Великобритании. Вплоть до октября планируется ежемесячный выход новой книги. Также Халлиуэлл заявила, что не намерена продолжать свою сольную музыкальную карьеру.
В 2010 и 2012 годах её пригласили выступить судьёй в британском шоу X-Factor. В августе 2012 года она воссоединилась с другими участницами Spice Girls, чтобы выступить на закрытии Олимпийских игр в Лондоне. В конце 2012 года Халлиуэлл объявила о записи нового альбома. Она решила не издавать песни, написанные ранее, а записать новый материал. В октябре 2012 года, впервые за 7 лет, Халлиуэлл выступила соло на Breast Cancer Care Show, где представила новую композицию «Phenomenal Woman».
В сентябре 2013 года стало известно, что Халлиуэлл подписала контракт с компанией Sony Music Australia, и планирует выпустить в Австралии сингл «Half Of Me». Релиз сингла состоялся 25 октября 2013 года. Он достиг 281-й строчки в австралийских чартах.

### С 2016: четвёртый альбом и воссоединение Spice Girls
В 2016 году солистки Spice Girls решили воссоединиться для того, чтобы отметить 20-летие коллектива новым гастрольным туром. Однако Виктория Бекхэм и Мелани Чисхолм решили не принимать в нём участие. Остальные участницы группы в лице Джери Халлиуэлл, Эммы Бантон и Мелани Браун создали трио под названием GEM. 23 ноября в Интернете появилась песня «Song for Her». Также в ноябре 13 песен Халлиуэлл для четвёртого студийного альбома Man on the Mountain утекли в Сеть. Среди них были и ранее подтверждённые композиции — «Love and Light», «Phenomenal Woman» и «Sheriff».
19 июня 2017 года выпустила композицию «Angels in Chains», посвящённую Джорджу Майклу, а 21 июня вышел клип на эту песню.
5 ноября 2018 года участницы Spice Girls, за исключением Виктории Бекхэм, анонсировали реюнион-тур, который стартовал 1 июня 2019 года в Манчестере и завершился 15 июня на стадионе «Уэмбли» в Лондоне.
В ноябре 2022 года стало известно, что Халлиуэл сыграет одну из главных ролей в фильме Gran Turismo.

## Личная жизнь
В течение 6 недель в 2005 году Халлиуэлл встречалась со сценаристом Сашей Джервази. У них есть дочь — Блюбелл Мадонна Халлиуэлл (род.14.05.2006). Блюбелл Мадонна получила своё имя в честь следующих людей: Мадонна в честь Девы Марии и певицы Мадонны и Блюбелл (с англ. колокольчик) в честь своей бабушки, которая в молодости танцевала в группе «Блюбелл Гёлз» (Девочки-колокольчики). Отец Блюбелл не принимает участия в её воспитании. Крёстными матерями Блюбелл стали певицы Виктория Бекхэм и Эмма Бантон.
15 мая 2015 года Халлиуэлл вышла замуж за руководителя команды Формулы-1 Red Bull Racing Кристиана Хорнера, с которым она встречалась 15 месяцев до их свадьбы. 10 октября 2016 года стало известно, что супруги ожидают появления своего первенца весной. 21 января 2017 года родила сына Монтагю Джорджа Гектора Хорнера.

## Сольная дискография
Студийные альбомы
- Schizophonic (1999)
- Scream If You Wanna Go Faster (2001)
- Passion (2005)

Сборники
- The Almighty Collection (2008)
- Playlist (2016)

Синглы
- 1999 — Look at Me
- 1999 — Mi Chico Latino
- 1999 — Lift Me Up
- 2000 — Bag It Up
- 2001 — It’s Raining Men
- 2001 — Scream If You Wanna Go Faster
- 2001 — Calling
- 2001 — Au Nom De L’Amour
- 2004 — Ride It
- 2005 — Desire
- 2012 — Phenomenal Woman
- 2013 — Half Of Me
- 2017 — Angels In Chains

## Видеография

### В составе группы Spice Girls
- 1996 — «Wannabe»
- 1996 — «Say You’ll Be There»
- 1996 — «2 Become 1»
- 1997 — «Mama»
- 1997 — «Who Do You Think You Are»
- 1997 — «Spice Up Your Life»
- 1997 — «Too Much»
- 1998 — «Stop»
- 1998 — «Viva Forever»
- 2007 — «Headlines (Friendship Never Ends)»

### Сольная карьера
- 1999 — «Look At Me»
- 1999 — «Mi Chico Latino»
- 1999 — «Lift Me Up»
- 2000 — «Bag It Up»
- 2001 — «It’s Raining Men»
- 2001 — «Scream If You Wanna Go Faster»
- 2001 — «Calling»
- 2001 — «Au Nom De L’Amour»
- 2004 — «Ride it»
- 2005 — «Desire»
- 2013 — «Half Of Me»
- 2017 — «Angels in Chains»